# Himiltrude
Himiltrude (ca. 742 – ca.780?) var Karl den Stores første kone og mor til hans førstefødte søn, Pippin den Pukkelryggede (777–810/811)

## Liv
Der vides kun lidt om Himiltrudes tidlige liv. Krønikeskriveren Paulus Diaconus beskriver hende som en "adelspige". Tilstedeværelsen af hendes navn i slægtsbøger opbevaret i alemannerske klostre, kan tyde på en slægtsforbindelse til alemanner- eller alsaceadel mens andre kilder beskriver hende som datter af en burgundisk greve og barnebarn af en parisisk greve ved navn Grimbert. Det er imidlertid ikke muligt at udlede nogle politiske bevæggrunde bag Karls ægteskab med Himiltrude.
Himiltrude og Karl indledte formentlige deres forhold mens Karls far – Pipin den Lille – stadig levede. Da Karl den Store blev kejser efter sin far i 768 forblev Himiltrude unævnt i de officielle kilder – i modsætning til forbillede sat med hans egen mor Bertrada.
Himiltrude fødte Karl først en datter ved navn Amaudru, som senere blev gift til en parisisk greve. Senere i slutningen af 769 fødte hun en søn, som blev navngivet Pippin – han fik tilnavnet "den pukkelryggede" pga. en misformet i rygsøjlen. Kort efter Pippins fødsel, dannede Karl en alliance med langobardernes konge Desiderius. Som led i alliance skulle Karl gifte sig med Desiderius datter Desiderata.
Herefter forsvandt Himiltrude ud af historien. En grav senere udgravet i et kloster i Nivelles, indeholdte et lig af en kvinde på omkring 40 år, som måske kan være Himiltrude. Hvis så, var hun død mange år efter 770, men hvornår hun i givet tilfælde skulle have trukket sig tilbage til Nivelles vides ikke.
Himiltrude søn, Pippin, Karls førstefødte søn, blev fortrængt af hans senere sønner fra et efterfølgende ægteskab med Hildegard. Efter et fejlslået forsøg på oprør mod sin far, blev han indelukket i et kloster.

## Ægteskabsstatus
Egenskaben af Himiltrudes forhold til Karl den Store er ikke klarlagt blandt samtidens historieskrivere. Hans biografiskriver Einhard (775-840) kaldte hende for "konkubine" og Paulus Diaconus beskriver hendes søn Pippin, som født "før lovmæssigt ægteskab". Hvorimod et brev af Pave Stefan omtaler Karl den Store og hans bror Karloman som værende allerede gift (til hhv. Himiltrude og Gerberga), og opfordrede dem til ikke at forlade deres koner .
Moderne historikere har fortolket dette på forskelligt vis. Nogle, så som Pierre Riché, beskriver som Einhard Himiltrude som konkubine. Mens andre, f.eks. Dieter Hägemann, anser hende som en fuldt legal hustru. Mens andre igen antager et standpunkt midt imellem, "noget mere end en konkubine, og mindre end hustru" som beskrives som "friedelehe" – en påstået tidlig form for tysk ægteskab, der ikke var anerkendt af kirken og let at opløse. Russell Chamberlin sammenligner det med engelske system af common law-ægteskaber.